# نبینگ
نبینگ (به فرانسوی: Nébing) یک کمون در فرانسه است که در Canton of Albestroff واقع شده‌است.

## خصوصیات
نبینگ ۷٫۳۶ کیلومترمربع مساحت و ۳۶۹ نفر جمعیت دارد و ۲۳۵ متر بالاتر از سطح دریا واقع شده‌است.